# Trockenwiesen und -weiden von nationaler Bedeutung im Kanton Schwyz

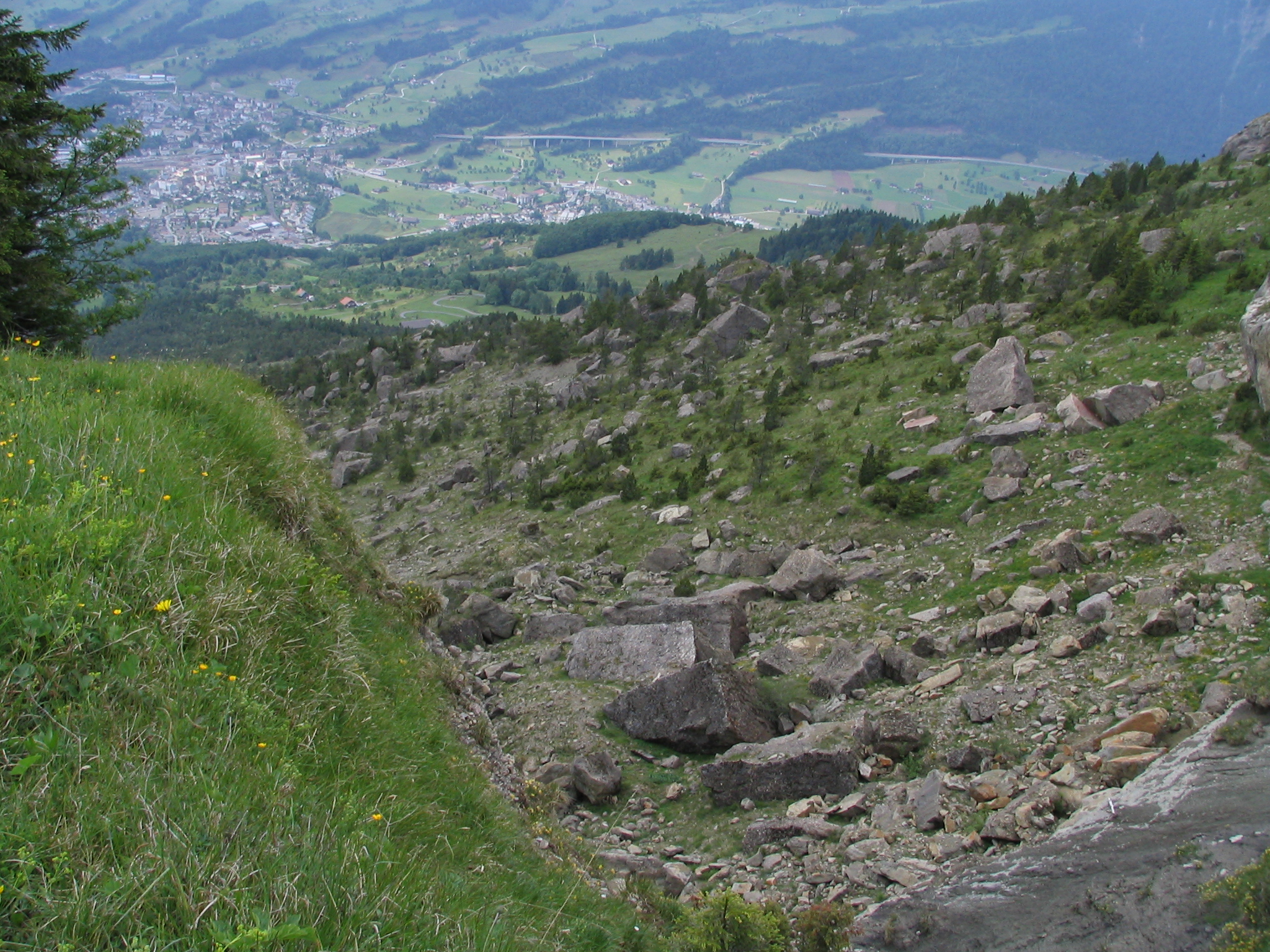
Blick auf die Trockenwiese (Swisstopo:) Goldauer Bergsturz / (WDPA:) 398592.

Die Trockenwiesen und -weiden von nationaler Bedeutung im Kanton Schwyz in der Schweiz sind durch die Trockenwiesenverordnung des Bundes geschützt (französisch Ordonnance sur les prairies sèches, italienisch Ordinanza sui prati secchi, rätoromanisch Ordinaziun davart ils prads sitgs). Die Verordnung stützt sich auf das Bundesgesetz von 1. Juli 1966 über den Natur- und Heimatschutz.
Die aufgelisteten Trockenwiesen und -weiden sind Teil des Bundesinventars der Trockenwiesen und -weiden von nationaler Bedeutung. Die Europäische Umweltagentur (European Environment Agency) koordiniert die Daten der europäischen Mitglieder. Die inventarisierten Flachmoore von nationaler Bedeutung der Schweiz führen in der internationalen Datenbank den Code «CH06».

## Ziel
Wesentliches Ziel ist die ungeschmälerte Erhaltung der inventarisierten Gebiete. Insbesondere zielt die Verordnung darauf ab, die spezifische Pflanzen- und Tierwelt, ihre ökologischen Grundlagen und die für die Trockenwiesen typischen Eigenart, Struktur und Dynamik in den inventarisierten Gebiete zu erhalten und nach Möglichkeit zu fördern. Dazu ist eine nachhaltig betriebene Land- und Forstwirtschaft erforderlich. Insbesondere dürfen nur Bauten und Anlagen errichtet und Bodenveränderungen durchgeführt werden, die dem Schutzziel nicht widersprechen. Neue und bestehende Nutzungen wie etwa durch die Land- und Waldwirtschaft, den Tourismus und die Nutzung zur Erholung müssen mit dem Schutzziel in Einklang stehen. Zudem sollen seltene und gefährdete Pflanzen- und Tierarten und ihre Lebensgemeinschaften gefördert werden.

## IUCN-Kategorie
Die Trockenwiesen und -weiden von nationaler Bedeutung in der Schweiz sind in der IUCN-Kategorie IV registriert. Diese umfasst Biotop- und Artenschutzgebiete mit einem Management, das ein gezieltes Monitoring und regelmässige Eingriffe zur Erhaltung des Schutzgebietes vorsieht, wie beispielsweise zur Verhinderung der Verbuschung und Verwaldung.
Die Trockenwiesen und -weiden (TWW) entstanden während Jahrhunderten in hohem Mass dank extensiver landwirtschaftlicher Nutzung. Sie sind für unsere Kulturlandschaft charakteristisch. Als Folge der Intensivierung der Landwirtschaft sind seit Beginn des 20. Jahrhunderts rund 95 % dieser besonders artenreichen Lebensräume verschwunden. Entscheidend für die erfolgreiche Erhaltung dieser wertvollen Lebensräume ist es, die nachhaltig wirtschaftenden Landwirtschaftsbetriebe aufrechtzuerhalten und zu unterstützen.
| Objekt-Nummer (Link: Swisstopo) | Objektbezeichnung Name des Gebiets | Standort- gemeinde(n)    | CDDA-Sitecode (Link: WDPA) | Fläche in ha | Koordinate                    | Jahr der Ausweisung           | Bild oder                     |
| --- | ---------------------------------- | ------------------------ | -------------------------- | ------------ | ----------------------------- | ----------------------------- | ----------------------------- |
| 11500 | Goldauer Bergsturz                 | Arth                     | 398592                     | 51,32        | ⊙                             | 2010, 2017                    |                               |
| 11501 | Steinhüttli                        | Oberiberg                | 398593                     | 13,12        | ⊙                             | 2010                          | oder                          |
| 11502 | Stöckplanggen                      | Schübelbach              | 398594                     | 9,32         | ⊙                             | 2010                          | oder                          |
| 11503 | Mittler-Brunniberg                 | Ingenbohl                | 398595                     | 10,14        | ⊙                             | 2010                          | oder                          |
| 11504 | Stapfenplangg                      | Riemenstalden            | 398596                     | 15,28        | ⊙                             | 2010                          | oder                          |
| 11505 | Fönenbergen                        | Gersau, Ingenbohl        | 398597                     | 12,53        | ⊙                             | 2010                          | oder                          |
| 11506 | Fron                               | Morschach                | 398598                     | 9,83         | ⊙                             | 2010                          | oder                          |
| 11507 | Nollen                             | Morschach, Riemenstalden | 398599                     | 10,82        | ⊙                             | 2010                          | oder                          |
| 11508 | Martschen                          | Riemenstalden            | 398600                     | 11,79        | ⊙                             | 2010                          | oder                          |
| 11510 | Dossen                             | Arth                     | 398602                     | 4,26         | ⊙                             | 2010                          | oder                          |
| 11511 | Roggenstock                        | Oberiberg                | 398603                     | 6,18         | ⊙                             | 2010                          | oder                          |
| 11515 | Charenstöckli                      | Morschach                | 398604                     | 3,00         | ⊙                             | 2010                          | oder                          |
| 11518 | Furggeli                           | Morschach                | 398605                     | 2,79         | ⊙                             | 2010                          | oder                          |
| 11519 | Heubrigsflue                       | Muotathal                | 398606                     | 2,66         | ⊙                             | 2010                          | oder                          |
| 11521 | Mittler-Urmi                       | Gersau                   | 398608                     | 2,28         | ⊙                             | 2010                          | oder                          |
| 11523 | Acherberg                          | Riemenstalden            | 398609                     | 2,12         | ⊙                             | 2010                          | oder                          |
| 11524 | Steinhüttli                        | Muotathal                | 398593                     | 13,12        | ⊙                             | 2010                          | oder                          |
| 11525 | Timpel                             | Ingenbohl                | 398611                     | 1,97         | ⊙                             | 2010                          | oder                          |
| 11526 | Rübi                               | Gersau                   | 398612                     | 1,91         | ⊙                             | 2010                          | oder                          |
| 11527 | Masholdern                         | Schwyz                   | 398613                     | 1,89         | ⊙                             | 2010                          | oder                          |
| 11528 | Badegg                             | Muotathal                | 398614                     | 1,78         | ⊙                             | 2010                          | oder                          |
| 11529 | Ratzli                             | Riemenstalden            | 398615                     | 2,62         | ⊙                             | 2010                          | oder                          |
| 11534 | Husen                              | Riemenstalden            | 398616                     | 1,40         | ⊙                             | 2010                          | oder                          |
| 11537 | Chalberweidli                      | Morschach                | 398617                     | 1,18         | ⊙                             | 2010                          | oder                          |
| 11539 | Eggenwald                          | Innerthal                | 398618                     | 1,16         | ⊙                             | 2010                          | oder                          |
| 11541 | Härzig                             | Arth                     | 398620                     | 1,53         | ⊙                             | 2010                          | oder                          |
| 11542 | Struss                             | Ingenbohl                | 398621                     | 1,12         | ⊙                             | 2010                          | oder                          |
| 11550 | Sperlen                            | Muotathal                | 398623                     | 0,67         | ⊙                             | 2010                          | oder                          |
| 11555 | Märis                              | Gersau                   | 398624                     | 0,57         | ⊙                             | 2010                          | oder                          |
| 11556 | Schlüsselflue                      | Schwyz                   | 555596698                  | 1,07         | ⊙                             | 2017                          | oder                          |
| 11558 | Gängigerhof                        | Arth                     | 555596699                  | 0,55         | ⊙                             | 2017                          | oder                          |
| 32 | Objekte insgesamt                  | Objekte insgesamt        | Objekte insgesamt          | 199,98       | ha Gesamtfläche aller Objekte | ha Gesamtfläche aller Objekte | ha Gesamtfläche aller Objekte |
| Quelle: Anhang 1 der Verordnung über den Schutz der Trockenwiesen und -weiden von nationaler Bedeutung, vom 29. September 2017, bereinigt gemäss Version vom 21. Oktober 2020, in Kraft seit 1. Januar 2021 |                                    |                          |                            |              |                               |                               |                               |